# Heterhelus scutellaris
Heterhelus scutellaris är en skalbaggsart som först beskrevs av Oswald Heer 1841.  Heterhelus scutellaris ingår i släktet Heterhelus, och familjen kullerglansbaggar. Arten är reproducerande i Sverige.